# Jay Kim

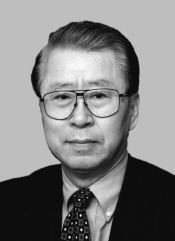
Jay Kim

Chang-jun „Jay“ Kim (koreanisch 김창준; * 27. März 1939 in Seoul) ist ein US-amerikanischer Politiker koreanischer Herkunft. Zwischen 1993 und 1999 vertrat er den Bundesstaat Kalifornien im US-Repräsentantenhaus.

## Werdegang
Kim wuchs in Korea während des Zweiten Weltkrieges auf. Während des Koreakrieges wurde das Haus seiner Familie zerstört. Er besuchte bis 1956 die Po Sung High School in Seoul. Im Jahr 1961 kam Kim in die Vereinigten Staaten. Bis 1969 studierte er an der University of Southern California in Los Angeles. Im Jahr 1980 belegte er noch ein weiteres Studium an dieser Universität; 1993 absolvierte er ein Philosophiestudium an der Han Yaug University in Seoul. Zwischenzeitlich diente er in der Armee von Südkorea. In Kalifornien wurde er Eigentümer einer Baufirma, die unter anderem im Straßenbau arbeitete. Gleichzeitig begann er als Mitglied der Republikanischen Partei eine politische Laufbahn. In den Jahren 1990 und 1991 war er Gemeinderat in Diamond Bar und danach amtierte er dort bis 1993 als Bürgermeister.
Bei den Kongresswahlen des Jahres 1992 wurde Kim im 41. Wahlbezirk von Kalifornien in das US-Repräsentantenhaus in Washington, D.C. gewählt, wo er am 3. Januar 1993 die Nachfolge von William David Lowery antrat. Nach zwei Wiederwahlen konnte er bis zum 3. Januar 1999 drei Legislaturperioden im Kongress absolvieren. Dort geriet er wegen illegaler Wahlkampfspenden mit dem Gesetz in Konflikt. Dabei wurde er zu zwei Monaten Hausarrest verurteilt, konnte sein Mandat aber behalten. Als Folge verlor er im Jahr 1998 in den Vorwahlen seiner Partei und wurde daher nicht mehr zur Wiederwahl nominiert. Kim war der erste Kongressabgeordnete, der aus Korea stammte.
Heute verfasst er Zeitungsartikel für die Zeitung The Korea Times und ist Vorsitzender des amerikanisch-koreanischen Forums in Washington. Kim ist auch Ehrenbotschafter der koreanischen Provinz Gyeonggi.